# Keisuke Kurihara
Keisuke Kurihara (Tokio, 20 mei 1973) is een voormalig Japans voetballer.

## Carrière
Keisuke Kurihara speelde tussen 1996 en 2009 voor Verdy Kawasaki, Shonan Bellmare, Sanfrecce Hiroshima, Albirex Niigata, Vissel Kobe en Tochigi SC.